# Ludwikowice Kłodzkie
Ludwikowice Kłodzkie (deutsch: Ludwigsdorf) ist ein Ort Landgemeinde Nowa Ruda im Powiat Kłodzki der Woiwodschaft Niederschlesien in Polen. Es liegt fünf Kilometer nordwestlich von Nowa Ruda (Neurode).

## Geographie
Ludwikowice Kłodzkie liegt in den westlichen Ausläufern des Eulengebirges (polnisch Góry Sowie). Nachbarorte sind Sokolec (Falkenberg) und Sowina (Eule) im Norden, Miłków (Mölke) und Jugów (Hausdorf) im Nordosten, Drogosław (Kunzendorf b. Neurode) im Südosten, Sokolica (Zaughals) im Süden, Krajanów (Krainsdorf) und Dworki (Vierhöfe) im Südwesten und Świerki (Königswalde) im Westen. Vier Kilometer südwestlich verläuft die Grenze zu Tschechien.

## Geschichte
Ludwigsdorf gehörte zum „District Neurode“ im Glatzer Land, mit dem es die Geschichte seiner politischen und kirchlichen Zugehörigkeit von Anfang an teilte. Es wurde erstmals 1352 als „Ludwigisdorf“ schriftlich erwähnt. Damals verkaufte der Neuroder Grundherr Hanns von Wustehube Neurode mit den Dörfern Hausdorf, Königswalde, Kunzendorf und Volpersdorf an Hensel von Donyn (Dohna). 1571 wurde es auch als Lößdorf und 1747 als Losdorf bezeichnet. Im Ort befand sich auch ein Freirichterhof.
Nach dem Ersten Schlesischen Krieg 1742 und endgültig mit dem Hubertusburger Frieden 1763 fiel Ludwigsdorf zusammen mit der Grafschaft Glatz an Preußen. Nach der Neugliederung Preußens gehörte es ab 1815 zur Provinz Schlesien, die in Landkreise aufgeteilt wurde. 1816–1853 war der Landkreis Glatz, 1854–1932 der Landkreis Neurode zuständig. Nach dessen Auflösung 1933 gehörte es bis 1945 wiederum zum Landkreis Glatz. Seit 1874 bildete Ludwigsdorf den gleichnamigen Amtsbezirk, der aus den Landgemeinden Ludwigsdorf und Mölke sowie den Gutsbezirken Altmölke und Ludwigsdorf bestand.

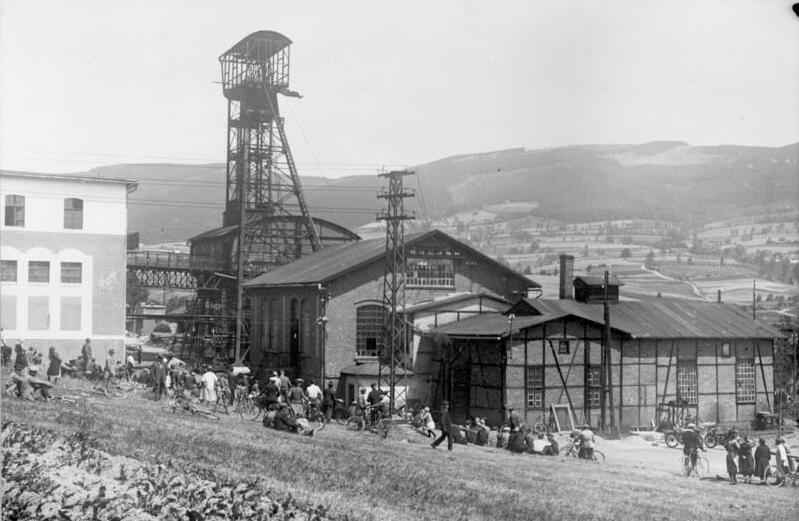
Bergwerksunglück in der Wenceslaus-Grube, Juli 1930

Von wirtschaftlicher Bedeutung war neben der Textilindustrie die Wenceslaus-Grube im Ortsteil Mölke. In ihr wurde seit 1771 Steinkohle gefördert und während der Leitung des Bergbauunternehmers Adrian Gaertner bis zu 4600 Arbeiter beschäftigt. Wegen wirtschaftlicher Schwierigkeiten und wegen Kohlensäuregefahr wurde sie 1931 vorübergehend und 1939 endgültig stillgelegt. Seit 1880 besaß Ludwigsdorf Bahnanschluss an der Bahnstrecke Waldenburg–Glatz. 1939 wurden 3524 Einwohner gezählt. Während des Zweiten Weltkriegs wurde in Ludwigsdorf ein Außenlager des KZ Groß-Rosen errichtet, in dem bis zu 2000 Zwangsarbeiter verschiedener Nationalitäten inhaftiert waren, die überwiegend in einer Munitionsfabrik in Mölke beschäftigt wurden. 1941 wurde das Bergwerk an die Wehrmacht übergeben. Über die Nutzung des Bergwerks bis 1945 existieren jedoch keine gesicherten Informationen. Von Historikern wird ein Zusammenhang mit dem geheimen „Projekt Riese“ vermutet.

Am 27. Januar 1945 ereignete sich bei Ludwigsdorf ein schwerer Eisenbahnunfall als sich am Eisenbahntunnel bei Niederkönigswalde von einem Lazarettzug zwei Wagen lösten, im Gefälle rückwärts entrollten, entgleisten und in Brand gerieten. 60 Menschen starben.
Als Folge des Zweiten Weltkriegs fiel Ludwigsdorf 1945 wie fast ganz Schlesien an Polen und wurde in Ludwikowice Kłodzkie umbenannt. Die deutsche Bevölkerung wurde 1945/46 weitgehend vertrieben. Die neu angesiedelten Bewohner waren zum Teil Vertriebene aus Ostpolen, das an die Sowjetunion gefallen war. 1945–1954 war Ludwikowice Kłodzkie Sitz einer selbständigen Gemeinde. 1975–1998 gehörte es zur Woiwodschaft Wałbrzych (Waldenburg).

## Sehenswürdigkeiten
- Die dem hl. Michael geweihte römisch-katholische Pfarrkirche wurde 1705 errichtet und mehrmals umgebaut und erweitert. Die Innenausstattung im Stil der Neuromanik stammt aus dem Anfang des 20. Jahrhunderts. In der Kirche befinden sich außerdem eine spätgotische Madonnenskulptur sowie ein Renaissance-Taufstein mit Wappen.
- Die 1930 errichtete evangelische Kirche wurde nach dem Zweiten Weltkrieg dem Verfall preisgegeben und vorübergehend als Tischlerei genutzt.
- Gebäude einer ehemaligen Mühle aus der Mitte des 19. Jahrhunderts.
- Eisenbahnviadukt aus dem Ende des 19. Jahrhunderts.
- Muzeum Molke – ein militärhistorisches Museum. Am Rande dieses Museums befindet sich auch die Muchołapka, eine 10 Meter hohe ringförmige Betonstruktur mit 30 Metern Durchmesser, welche vermutlich der Unterbau eines Kühlturms war. Nach pseudowissenschaftlichen Aussagen zufolge diente die Anlage als Teststand für hochentwickelte Fluggeräte (Repulsinen) oder die sogenannte Glocke.

## Persönlichkeiten
- Franz Brand (1806–1878), deutscher Theologe, von 1869 bis 1878 Großdechant und Vikar der Grafschaft Glatz.
- Adrian Gaertner (1876–1945), deutscher Bergbauunternehmer, Besitzer der Wenceslaus-Grube in Mölke.